# برنامج أبحاث وتكنولوجيا الفضاء الاستكشافي بالطاقة الشمسية
بدأ برنامج أبحاث وتكنولوجيا الفضاء الاستكشافي بالطاقة الشمسية (سيرت)، التابع لوكالة ناسا، من قِبل جون سي. مانكينز وبقيادة جو هويل في مارس 1999 لتحقيق الأهداف التالية:
- إجراء دراسات تصميمية لمفاهيم مُختارة من رحلات الطيران الاستعراضية.
- إجراء دراسات لتقيم الجدوى العامة والتصميم والمتطلبات.
- إنشاء تصاميم مفاهيمية للأنظمة الفرعية التي تستخدم تكنولوجيا الطاقة الشمسية الفضائية (إس إس بي) المتقدمة لإفادة التطبيقات الفضائية أو الأرضية في المستقبل.
- صياغة خطة عمل أولية للولايات المتحدة (بالعمل مع الشركاء الدوليين) للقيام بمبادرةٍ تكنولوجية قوية.
- بناء خطط للتطوير والاستعراض التكنولوجي لعناصر الطاقة الشمسية الفضائية المهمة. كان الهدف من ذلك هو تطوير مفهوم قمر صناعي يعمل بالطاقة الشمسية (إس بي إس) لتوفير أنظمة طاقة فضائية مستقبلية بقدرة مليار واط لتوفير الطاقة الكهربائية من خلال تحويل طاقة الشمس ونقلها إلى سطح الأرض على شكل أشعة. كان الهدف أيضًا توفير طريقٍ تطويري لحلّ مشاكل هياكل الطاقة الفضائية الحالية. اقترح البرنامج الخاضع للدراسة تركيب هيكلٍ قماشي قابل للنفخ من الألواح الضوئية مزودٍ بعدسات مُركزة أو محركات ديناميكية شمسية لتحويل التدفق الشمسي إلى كهرباء. نظر البرنامج الأولي في جدوى بناء هذه الأنظمة في مدار متزامن مع الشمس، ولكن في نهاية البرنامج، تحول نظر معظم الدراسات التحليلية نحو مدارٍ متزامن مع الأرض باستثمارات أولية ضخمة جدًا في البنية التحتية الثابتة للأنظمة قبل أن يبدأ نصب محطات توليد الطاقة المنتجة.
- يبدو أن أنظمة الطاقة الشمسية الفضائية تتمتع بالعديد من المزايا البيئية المهمة بالمقارنة مع الطرق البديلة.
- تعتمد الجدوى الاقتصادية لأنظمة الطاقة الشمسية الفضائية على العديد من العوامل ونجاح تطوير التكنولوجيات الجديدة المختلفة (أهمها ما يوفر وصولًا منخفض الكُلفة إلى الفضاء بدرجةٍ كبيرة)، ومع ذلك، يمكن قول نفس الشيء عن العديد من الخيارات الأخرى لتكنولوجيا الطاقة المتقدمة.
- قد تُصبح الطاقة الشمسية الفضائية مُرشحًا مُهمًا من بين الخيارات المعروضة لتلبية احتياجات الطاقة في القرن الحادي والعشرين.

## البرنامج
عُرّفت فئات النظام النموذجي (إم إس سي) وتراوحت ما بين العروض التوضيحية صغيرة النطاق نسبيًا وأنظمة الطاقة الشمسية الفضائية التشغيلية الكبيرة جدًا. بكلمات أخرى، تُمثل كلٌّ من فئات النظام النموذجي ما يُمكن تحقيقه من ناحية النطاق والتكنولوجيا والمهمات في إطارٍ زمني معين في المستقبل. تستخدم خطة الاستثمار التكنولوجي منهجية ذات مراحل زمنية لتطوير الأجهزة والأنظمة التي تبدأ بالعمل على 600 فولت، ثم 10000 فولت، وصولًا إلى 100000 فولت في النهاية لتوزيع تكاليف تطوير واختبار البنية التحتية على فترة عمر البرنامج بدلًا من تكبد عنائها من البداية. كان لتكنولوجيا الأنظمة العاملة على 600 فولت تطبيق فوري في برنامج ناسا المتقدم للنقل الفضائي (إيه إس تي بي).

## توليد الطاقة الشمسية
تُعتبر الخلايا الشمسية الحالية ثقيلة للغاية ومكلفة وصعبة لاستخدامها. وعدت خلايا الأغشية الرقيقة المرنة بتوفير خيارٍ قابلٍ للتطبيق في المستقبل من ناحية كتلةٍ وكُلفةٍ منخفضتين وقدرة إنتاجٍ عالية من خلال ترسيب موادٍ خاصة على طبقات رقيقة جدًا (بسمك عدة ميكرو أمتار). تعزز المرونة فعل ذلك على الهياكل الخفيفة القابلة للنفخ اللازمة لحزم صفائف كبيرة في مركبات الإطلاق. لم تتمتع المادة المأخوذة في عين الاعتبار (الكابتون) بخواص درجات الحرارة المرتفعة اللازمة للسماح بترسيب الخلايا، لذلك سعى العلماء لتطوير عملية نمو في درجة حرارة منخفضة بالنسبة للخلايا الشمسية الرقيقة. في عام 2000، أُنتج نموذج أولي فعّال بنسبة 5% لخلايا ذات مساحةٍ صغيرة تبعها نموذجٌ فعّالٌ بنسبة 10% باستخدام الكابتون.

## الألوح الضوئية عالية الكفاءة للغاية
أُجري بحثان بعيدا المدى في الخلايا الشمسية عالية الكفاءة. 1) خلايا «قوس القزح» المُصممة لتناسب أطوالًا موجية لنطاقاتٍ محددة من أشعة الشمس المُركّزة من خلال موشور. 2) مجموعة من النقاط الكمومية في نطاقٍ حجمي لجمع معظم إشعاع طيف الطاقة الشمسية. ستكون المجموعة مكافئةً لمجموعةٍ من أشباه الموصلات ذات الحجم المضبوط بشكلٍ فردي لتحقيق الامتصاص الأمثل عند فجوات نطاقها على مدى طيف انبعاث الطاقة الشمسية. تراوحت الكفاءة النظرية بين 50% و70%.

## الديناميكيات الشمسية
تعمل أنظمة الطاقة الشمسية الديناميكية (إس دي) على تركيز أشعة الشمس إلى مستقبلٍ حيث يجري نقل الطاقة إلى محركٍ حراري لتحويلها إلى طاقةٍ كهربائية. تستخدم محركات برايتون الحرارية عنفة وضاغط غاز ومُنوبًا كهربائيًا لإنتاج الطاقة باستخدام مائعٍ يعمل بغازٍ خامل. صُمم نظامٌ كهذا للاستخدام في توليد الطاقة الشمسية الفضائية.
جرت دراسة الكُلفة والكتلة والمخاطر التقنية للعديد من خيارات توليد الطاقة الشمسية (إس بي جي) لنظامٍ ديناميكي شمسي. بالنسبة لنظام إس دي يعمل بقدرة 10 ملايين واط، فقد تبين على مستويات عالية من الطاقة أنّ هذه التكنولوجيا تُنافس أنظمة الألواح الضوئية المُخطط لها. أُجري اختبارٌ لتحديد مواصفات المواد الانكسارية المُركّزة الثانوية عالية الحرارة في بيئة إس دي. صُمم نموذج مُركّز ثانوي انكساري بنسبة تركيز 10:1. سينتج عن هذا النموذج، عند دمجه مع مركّزٍ أساسي بنسبة تركيز 1000:1، نسبة تركيزٍ عالية جدًا تبلغ 10000:1 والتي تسمح بدقة تأشيرٍ معقولةٍ تبلغ 0.1 درجة. جرى تقييم أداء المُركز المصنوع من الياقوت الأزرق من خلال اختبار مسعرٍ على أشعة الشمس.

## المحركات الأيونية
تُعتبر المحركات الأيونية تكنولوجيا مناسبة للطاقة الشمسية الفضائية لنقل الحمولات من المدار الأرضي المنخفض (إل إي أو) إلى المدار الجغرافي الثابت (جي إي أو) والمحافظة على المدار. أظهرت الدراسات أنّ الدفع الكهربائي المتقدم يمكن أن يوفر زيادةً مقدارها 5 أضعاف في كتلة الحمولات من الأرض إلى المدار عند مقارنتها بالمحركات العاملة بنوعين من الوقود قابلين للتخزين والمحركات المُبرّدة العاملة بنوعين من الوقود؛ إذ تُشكل كتلة الوقود النصيب الأكبر من كتلة الحمولة. أظهرت المقارنات التي أجريت على المحركات الأيونية الشبكية، والمحركات الديناميكية البلازمية المغنطيسية، والمحركات النابضة الحثيّة أنّ تكنولوجيا محركات تأثير هول توفر فوائد أكبر بشكلٍ عام، بما في ذلك رحلاتٍ بوقتٍ أقل، وكثافة طاقةٍ جيدة، وقاعدة جيدة من التكنولوجيا المُعاصرة، وسِجل طيرانٍ جيد، وكل ذلك يؤدي إلى قبولٍ صناعي تجاري. ستتيح التطورات على غرار التوجيه المباشر للطاقة من المصفوفات الشمسية والتشغيل ذي المرحلة الفردية و/أو الثنائية نقل حمولاتٍ بكتلةٍ تتراوح بين 13 و15 طنٍ متري لكل 20 طنٍ متري من الوقود إلى المدار الأرضي المنخفض عند الإطلاق بدلًا من طُنين متريين فقط باستخدام الدفع بالوقود الكيميائي. يمكن أن تستغرق الرحلة من المدار الأرضي المنخفض إلى المدار الجغرافي الثابت من 120 إلى 230 يومًا حسب نقطة الأداء المحددة. يتألف نظام تأثير هول المقترح من أربعة محركات هول تستخدم عنصر الكريبتون بقدرة 50 كيلو واط تُزود بالطاقة من خلال مصفوفة شمسية بقدرة 200 كيلو واط. سيتم ضمّ نظام الدفع في كل قطعة إس إس بّي. يجب أن تتمتع وحدات محركات هول باندفاعٍ نوعي يتراوح بين 2000 إلى 3500 ثانية مع كفاءة نظامٍ شاملة تتراوح بين 52% و57%. نظرًا لكتلة الوقود اللازمة لوضع النظام بأكمله في مدارٍ جغرافي ثابت، اقتُرِح استخدام وقودٍ آخر إلى جانب وقود الزينون المُستخدم عادة، مثل خليطٍ من الكريبتون والغازات النبيلة. سيتعين في النهاية القيام بعملٍ إضافي بخصوص أنواع الوقود البديلة.